# La Petite Bande
La Petite Bande es una orquesta de cámara belga que fue fundada en 1972.
El conjunto está especializado en música del Barroco y del Clasicismo interpretada con instrumentos de época. Son conocidos sobre todo por sus grabaciones de obras de Corelli, Rameau, Handel, Bach, Haydn y Mozart.

## Historia
El conjunto fue reunido en el año 1972 por Sigiswald Kuijken, originariamente con un único propósito, el de grabar la comedia-ballet de Lully titulada Le Bourgeois gentilhomme, dirigida por Gustav Leonhardt para el sello Deutsche Harmonia Mundi. El conjunto cogió el nombre de Petite Bande des Violons du Roi, de Lully, una orquesta de 21 instrumentistas de cuerda en la corte de Luis XIV. El núcleo del grupo original fue el Leonhardt-Consort junto con Sigiswald Kuijken y sus hermanos Wieland y Barthold. Después de la grabación, el grupo siguió dando conciertos por toda Europa y se convirtió en un conjunto permanente con base en Lovaina bajo la dirección de Kuijken. 

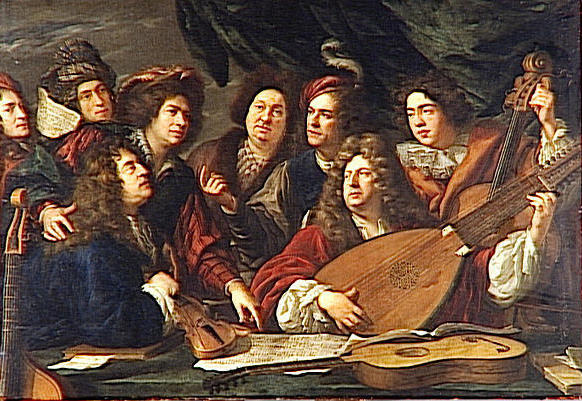
Jean-Baptiste Lully (tocando el laúd) rodeado por músicos de la corte de Luis XIV. La Petite Bande toma su nombres de la orquesta de Lully', La Petite Bande des Violons du Roi. (pintura de François Puget, 1688.)

Su repertorio inicial se concentró en la música barroca francesa, pero pronto se diversificaron para incluir a compositores alemanes e italianos, incluyendo a Corelli, Händel y Bach. También se extendieron desde el Barroco hasta el Clasicismo con interpretaciones y grabaciones de obras de Haydn y Mozart. La grabación que el conjunto hizo en el año 1982 de la obra de Haydn La creación fue la primera vez que la obra se grabó usando instrumentos de época.  Su debut en el Reino Unido fue en los Proms de la BBC del año 1982, con un concierto de piezas de Bach, Händel, y Rameau. El crítico Barry Millington describió la interpretación en The Musical Times: 
"El grupo tiene una atractiva actitud de indiferencia hacia el ritual de la plataforma de concierto: cada intérprete se viste para una ocasión diferente. Pero no hay nada informal en su forma de tocar: son algunos de los mejores y más disciplinados intérpretes barrocos que se pueden oír hoy en día."
Las grabaciones de La Petite Bande de rarezas operísticas durante sus primeros diez años incluyen obras de Rameau (Zoroastre, Zaïs, y Pigmalion) así como de Campra (L'Europe galante) y Grétry (Le jugement de Midas). De 2006 a 2009, el conjunto se ha centrado especialmente en Bach, en particular en sus cantatas con la pretensión de grabar todo un año litúrgico, pero también su Pasión según San Juan, Pasión según San Mateo y Misa en si menor. Cantantes en estos proyectos, cada parte cantada por un cantante, han incluido a las sopranos Gerlinde Sämann, Barbara Schlick, Elisabeth Scholl y Siri Thornhill, las contraltos René Jacobs y Petra Noskaiová, tenores como  Christoph Genz, Christoph Prégardien y Marcus Ullmann, y bajos Jan van der Crabben, Max van Egmond y Harry van der Kamp.
El 2 de febrero de 2009, Sigiswald Kuijken recibió el Premio al Mérito Cultural del gobierno belga. Al día siguiente, el comité asesor del Ministerio de Cultura recomendó que se eliminara el subsidio anual de 600.000 euros que recibía La Petite Bande. Los estudiantes de Kuijken comenzaron una petición por internet para salvar el subsidio que recibió 21.000 firmas. El ministro de Cultura de la época, Bert Anciaux, ignoró el consejo del comité y restauró el subsidio hasta 2012 (reducido a 590.000 euros). El conjunto ha comenzado, a partir de entonces, una fundación, Support La Petite Bande, para superar el déficit.

## Discografía selecta
- 1973 – J. Lully: Le Bourgeois Gentilhomme (Deutsche Harmonia Mundi DHM)
- 1974 – A. Campra: L'Europe Galante (extracts) (DHM)
- 1975 – G. Muffat: Suites en Concerti Grossi (DHM)
- 1977 – A. Corelli: Concerti Grossi Op. 6, nrs. 1–4 (DHM)
- 1978 – A. Corelli: Concerti Grossi Op. 6, nrs. 6–12 (DHM)
- 1978 – J.-P. Rameau: Zaïs (WDR/Stil)
- 1979 – J.-P. Rameau: Suite from Hippolyte et Aricie (DHM)
- 1980 – A. Vivaldi: Quattro Stagioni (RCA/Seon)
- 1980 – G. F. Handel: Partenope (WDR/DHM)
- 1981 – A. E. M. Grétry: Le Jugement de Midas (extracts) (WDR/Ricercar)
- 1981 – J.-P. Rameau: Pygmalion[11] (WDR/DHM)
- 1982 – J. S. Bach: Orchestral Suites (Overtures) BWV 1066-1069 (WDR/DHM)
- 1982 – J. S. Bach: Violinkonzerte BWV 1041–1043 (WDR/DHM)
- 1982 – C.W. Gluck: Orfeo ed Euridice
- 1983 – J. Haydn: Die Schöpfung
- 1984 – J.-P. Rameau: Zoroastre (WDR/DHM)
- 1985 – G. F. Handel: Alessandro (WDR/DHM)
- 1986 – J. S. Bach: Mass in B minor BWV 232 (WDR/DHM)
- 1986 – W. A. Mozart: Davide penitente K. 469 / Ave Verum Corpus K. 618 (WDR/DHM)
- 1987 – C. P. E. Bach: Die Letzten Leiden des Erlösers (WDR/DHM)
- 1987 – W. A. Mozart: Requiem (grabación en vivo)
- 1987 – W. A. Mozart: Flute Concertos (WDR/DHM)
- 1988 – J. Haydn: L'Infedelta Delusa (WDR/DHM)
- 1988 – J. S. Bach: St John Passion BWV 245 (WDR/DHM)
- 1988 – W. A. Mozart: Concert arias (Virgin Classics)
- 1989 – J. Haydn: Symphonies 25, 52, 53 (Virgin Classics)
- 1989 – J. Haydn: Symphonies 90, 91 (Virgin Classics)
- 1989 – J. S. Bach: Magnificat (Virgin Classics)
- 1990 – J. Haydn: Die Jahreszeiten (Virgin Classics)
- 1990 – J. S. Bach: St Matthew Passion (BMG/DHM)
- 1992 – J. Haydn: Symphonies 88, 89, 92 (Virgin Classics)
- 1993 – J. Haydn: Symphonies 93, 94, 95 (BMG/DHM)
- 1993 – J. S. Bach: Brandenburg Concertos I–VI (BMG/DHM)
- 1993 – J. S. Bach: Motetten BWV 225–230
- 1993 – W. A. Mozart: Così fan tutte (grabación en vivo)
- 1994 – J. Haydn: Symphonies 96, 97, 98 (BMG/DHM)
- 1994 – J. S. Bach: Cantatas 49, 58, 82
- 1995 – J. Haydn: Harmoniemesse/Te Deum (BMG/DHM)
- 1995 – J. Haydn: Symphonies 99, 100, 101 (BMG/DHM)
- 1996 – J. Haydn: Symphonies 102, 103, 104 (DHM)
- 1996 – W. A. Mozart: Don Giovanni (grabación en vivo)
- 1996 – W. A. Mozart: Sinfonia Concertante K. 364, Violin Concerto K. 216 (Denon)
- 1997 – G. B. Pergolesi: La Serva Padrona/Livieta e Tracollo
- 1997 – J. Lully, Charpentier, Rebel: Concert de Danse
- 1997 – W. A. Mozart: Violin Concerts K. 218–219 (Denon)
- 1998 – W. A. Mozart: Violin Concerts K. 207–211 Concertone K. 190 (Denon)
- 1999 – J. Haydn: Cello Concertos D major and C major (DHM)
- 1999 – W. A. Mozart: Le nozze di Figaro
- 2000 – H. Schütz: Weihnachtshistorie (DHM)
- 2001 – J. S. Bach: Mass in B minor BWV 232 (Urtext)
- 2002 – J. S. Bach: Cantatas BWV 9, 94, 187 (DHM)
- 2002 – W. A. Mozart: Arias & Duets (DHM)
- 2003 – C. P. E. Bach: Die Auferstehung und Himmelfahrt Jesu (Hyperion)
- 2004 – J. G. Graun: Der Tod Jesu
- 2004 – J. S. Bach: Motets BWV 225–229
- 2005 – J. S. Bach: Cantatas Vol.1 BWV 98, 180, 56, 55
- 2005 – W. A. Mozart: Die Zauberflöte
- 2006 – J. S. Bach: Cantatas Vol. 2 BWV 177, 93, 135
- 2006 – J. S. Bach: Cantatas Vol. 3 BWV 82, 178, 102
- 2007 – W. A. Mozart: Cassations K. 63, K. 99 and Divertimento K. 205
- 2007 – J. S. Bach: Cantatas Vol. 4 BWV 16, 153, 65, 154
- 2007 – J. S. Bach: Cantatas Vol. 5 BWV 179, 35, 164, 17
- 2008 – C. Monteverdi: Vespro della Beata Vergine SV 206
- 2008 – J. S. Bach: Cantatas Vol. 6 BWV 18, 23, 1
- 2008 – J. S. Bach: Cantatas Vol. 7 BWV 20, 2, 10
- 2009 – J. S. Bach: Mass in B minor BWV 232
- 2009 – J. S. Bach: Cantatas Vol. 8 BWV 13, 73, 81, 144
- 2009 – J. S. Bach: Cantatas Vol. 9 BWV 61, 36, 62, 132
- 2009 – J. S. Bach: Cantatas Vol. 10 BWV 108, 86, 11, 4
- 2010 – J. S. Bach: Brandenburg Concertos BWV 1047–1051
- 2010 – J. S. Bach: St Matthew Passion BWV 244
- 2010 – J. S. Bach: Cantatas Vol. 11 BWV 67, 9, 12
- 2010 – J. S. Bach: Cantatas Vol. 12 BWV 138, 27, 47, 99
- 2011 – A. Vivaldi: Flute concertos
- 2011 – J. S. Bach: Cantatas Vol. 13 BWV 249, 6
- 2011 – J. S. Bach: Cantatas Vol. 14 BWV 91, 57, 151, 122
- 2012 – D. Buxtehude: Membra Jesu Nostri BuxWV75
- 2012 – J. S. Bach: St John Passion
- 2012 – J. S. Bach: Cantatas Vol. 15 BWV 52, 60, 116, 140
- 2012 – J. Haydn: Die Tageszeiten: Symphonies 6, 7, 8 (Diapason d'or)